# Poolse selecties op internationale voetbaltoernooien
Dit is een overzichtspagina met de selecties van het Pools voetbalelftal die deelnamen aan de grote internationale voetbaltoernooien.

## WK-eindronde 1938
- Resultaat: Voorronde

data corresponderend met situatie voorafgaand aan toernooi
| №              | Naam                  | Geboortedatum | Caps | Goals | Club                  | Duels | Goal | Kreeg geel | Kreeg voor de tweede keer geel en dus rood | Weggestuurd |
| Doel           | Doel                  | Doel          | Doel | Doel  | Doel                  | Doel  | Doel | Doel       | Doel                                       | Doel        |
| -------------- | --------------------- | ------------- | ---- | ----- | --------------------- | ----- | ---- | ---------- | ------------------------------------------ | ----------- |
|                | Edward Madejski       | 11/08/1914    | 6    | 0     | Wisła Kraków          | 1     | 0    | 0          | 0                                          | 0           |
|                | Walter Brom           | 14/02/1921    | 0    | 0     | Ruch Chorzów          | 0     | 0    | 0          | 0                                          | 0           |
| Verdediging    |                       |               |      |       |                       |       |      |            |                                            |             |
|                | Antoni Gałecki        | 04/06/1906    | 13   | 0     | ŁKS Łódź              | 1     | 0    | 0          | 0                                          | 0           |
|                | Edmund Giemsa         | 16/10/1912    | 7    | 0     | Ruch Chorzów          | 0     | 0    | 0          | 0                                          | 0           |
|                | Władysław Szczepaniak | 19/05/1910    | 22   | 0     | Polonia Warszawa      | 1     | 0    | 0          | 0                                          | 0           |
|                | Edmund Twórz          | 1914          | 2    | 0     | Warta Poznań          | 0     | 0    | 0          | 0                                          | 0           |
| Middenveld     |                       |               |      |       |                       |       |      |            |                                            |             |
|                | Ewald Dytko           | 18/10/1914    | 13   | 0     | Dąb Katowice          | 1     | 0    | 0          | 0                                          | 0           |
|                | Wilhelm Góra          | 18/01/1916    | 8    | 0     | Cracovia Kraków       | 1     | 0    | 0          | 0                                          | 0           |
|                | Kazimierz Lis         | 09/04/1910    | 0    | 0     | Warta Poznań          | 0     | 0    | 0          | 0                                          | 0           |
|                | Erwin Nyc             | 24/05/1914    | 4    | 0     | Polonia Warszawa      | 1     | 0    | 0          | 0                                          | 0           |
|                | Wilhelm Piec          | 07/01/1915    | 3    | 0     | Naprzód Lipiny        | ?     | 0    | 0          | 0                                          | 0           |
|                | Jan Wasiewicz         | 06/01/1911    | 11   | 1     | Pogoń Lwów            | 0     | 0    | 0          | 0                                          | 0           |
| Aanval         |                       |               |      |       |                       |       |      |            |                                            |             |
|                | Stanisław Baran       | 26/04/1920    | 0    | 0     | Warszawianka Warschau | 0     | 0    | 0          | 0                                          | 0           |
|                | Ewald Cebula          | 22/03/1917    | 0    | 0     | Śląsk Świętochłowice  | 0     | 0    | 0          | 0                                          | 0           |
|                | Bolesław Habowski     | 13/09/1914    | 1    | 0     | Wisła Kraków          | 0     | 0    | 0          | 0                                          | 0           |
|                | Józef Korbas          | 11/11/1914    | 1    | 3     | Cracovia Kraków       | 0     | 0    | 0          | 0                                          | 0           |
|                | Antoni Łyko           | 27/05/1907    | 1    | 0     | Wisła Kraków          | 0     | 0    | 0          | 0                                          | 0           |
|                | Leonard Piątek        | 03/10/1913    | 8    | 7     | Ruch Chorzów          | 1     | 0    | 0          | 0                                          | 0           |
|                | Ryszard Piec          | 17/08/1913    | 15   | 2     | Naprzód Lipiny        | 1     | 0    | 0          | 0                                          | 0           |
|                | Fryderyk Scherfke     | 07/09/1909    | 10   | 0     | Warta Poznań          | 1     | 1    | 0          | 0                                          | 0           |
|                | Ernest Wilimowski     | 23/06/1916    | 13   | 8     | Ruch Chorzów          | 1     | 4    | 0          | 0                                          | 0           |
|                | Gerard Wodarz         | 10/08/1913    | 21   | 9     | Ruch Chorzów          | 1     | 0    | 0          | 0                                          | 0           |
| Bondscoach     |                       |               |      |       |                       |       |      |            |                                            |             |
| Vlag van Polen | Józef Kałuża          | 11/02/1896    |      |       |                       |       |      |            |                                            |             |

## Olympische Spelen 1972
- Resultaat:  Gouden medaille

data corresponderend met situatie voorafgaand aan toernooi
| №              | Naam                 | Geboortedatum | Caps | Goals | Club               | Duels | Goal | Kreeg geel | Kreeg voor de tweede keer geel en dus rood | Weggestuurd |
| Doel           | Doel                 | Doel          | Doel | Doel  | Doel               | Doel  | Doel | Doel       | Doel                                       | Doel        |
| -------------- | -------------------- | ------------- | ---- | ----- | ------------------ | ----- | ---- | ---------- | ------------------------------------------ | ----------- |
| 1              | Hubert Kostka        | 27/05/1940    |      |       | Górnik Zabrze      | 7     | 0    | 0          | 0                                          | 0           |
| 18             | Marian Szeja         | 20/08/1941    |      |       | Zagłębie Wałbrzych | 0     | 0    | 0          | 0                                          | 0           |
| Verdediging    |                      |               |      |       |                    |       |      |            |                                            |             |
| 2              | Antoni Szymanowski   | 13/01/1951    |      |       | Wisła Kraków       | 6     | 0    | 0          | 0                                          | 0           |
| 3              | Jerzy Gorgoń         | 18/07/1949    |      |       | Górnik Zabrze      | 7     | 2    | 0          | 0                                          | 0           |
| 4              | Zygmunt Anczok       | 14/03/1946    |      |       | Górnik Zabrze      | 7     | 0    | 0          | 0                                          | 0           |
| 13             | Jerzy Kraska         | 24/12/1951    |      |       | Gwardia Warschau   | 6     | 0    | 0          | 0                                          | 0           |
| 14             | Marian Ostafiński    | 08/12/1946    |      |       | Ruch Chorzów       | 3     | 0    | 0          | 0                                          | 0           |
| 19             | Zbigniew Gut         | 17/04/1949    |      |       | Odra Opole         | 4     | 0    | 0          | 0                                          | 0           |
| Middenveld     |                      |               |      |       |                    |       |      |            |                                            |             |
| 5              | Lesław Ćmikiewicz    | 25/08/1948    |      |       | Legia Warschau     | 7     | 0    | 1          | 0                                          | 0           |
| 6              | Zygmunt Maszczyk     | 03/05/1945    |      |       | Ruch Chorzów       | 6     | 0    | 0          | 0                                          | 0           |
| 7              | Ryszard Szymczak     | 14/12/1944    |      |       | Gwardia Warschau   | 2     | 0    | 0          | 0                                          | 0           |
| 8              | Zygfryd Szołtysik    | 24/10/1942    |      |       | Górnik Zabrze      | 5     | 1    | 1          | 0                                          | 0           |
| 9              | Kazimierz Deyna      | 23/10/1947    |      |       | Legia Warschau     | 7     | 9    | 0          | 0                                          | 0           |
| 17             | Andrzej Jarosik      | 26/11/1944    |      |       | Zagłębie Sosnowiec | 0     | 0    | 0          | 0                                          | 0           |
| Aanval         |                      |               |      |       |                    |       |      |            |                                            |             |
| 10             | Włodzimierz Lubański | 28/02/1947    |      |       | Górnik Zabrze      | 7     | 2    | 0          | 0                                          | 0           |
| 11             | Robert Gadocha       | 10/01/1946    |      |       | Legia Warschau     | 7     | 6    | 0          | 0                                          | 0           |
| 12             | Kazimierz Kmiecik    | 19/09/1951    |      |       | Wisła Kraków       | 3     | 1    | 0          | 0                                          | 0           |
| 15             | Grzegorz Lato        | 08/04/1950    |      |       | Stal Mielec        | 1     | 0    | 0          | 0                                          | 0           |
| 16             | Joachim Marx         | 31/08/1944    |      |       | Ruch Chorzów       | 2     | 0    | 0          | 0                                          | 0           |
| Bondscoach     |                      |               |      |       |                    |       |      |            |                                            |             |
| Vlag van Polen | Kazimierz Górski     | 02/03/1921    |      |       |                    |       |      |            |                                            |             |

## WK-eindronde 1974
- Resultaat: Derde plaats

data corresponderend met situatie voorafgaand aan toernooi
| №              | Naam               | Geboortedatum | Caps | Goals | Club             | Duels | Goal | Kreeg geel | Kreeg voor de tweede keer geel en dus rood | Weggestuurd |
| Doel           | Doel               | Doel          | Doel | Doel  | Doel             | Doel  | Doel | Doel       | Doel                                       | Doel        |
| -------------- | ------------------ | ------------- | ---- | ----- | ---------------- | ----- | ---- | ---------- | ------------------------------------------ | ----------- |
| 1              | Andrzej Fischer    | 15/01/1952    | 1    | 0     | Górnik Zabrze    | 0     | 0    | 0          | 0                                          | 0           |
| 2              | Jan Tomaszewski    | 09/01/1948    | 14   | 0     | ŁKS Łódź         | 7     | 0    | 0          | 0                                          | 0           |
| 3              | Zygmunt Kalinowski | 02/05/1949    | 4    | 0     | Śląsk Wrocław    | 0     | 0    | 0          | 0                                          | 0           |
| Verdediging    |                    |               |      |       |                  |       |      |            |                                            |             |
| 4              | Antoni Szymanowski | 13/01/1951    | 25   | 0     | Wisła Kraków     | 7     | 0    | 0          | 0                                          | 0           |
| 5              | Zbigniew Gut       | 17/04/1949    | 9    | 0     | Odra Opole       | 2     | 0    | 0          | 0                                          | 0           |
| 6              | Jerzy Gorgoń       | 18/07/1949    | 29   | 5     | Górnik Zabrze    | 7     | 0    | 1          | 0                                          | 0           |
| 8              | Mirosław Bulzacki  | 23/10/1951    | 16   | 0     | ŁKS Łódź         | 0     | 0    | 0          | 0                                          | 0           |
| 9              | Władysław Żmuda    | 06/06/1954    | 3    | 0     | Gwardia Warschau | 7     | 0    | 0          | 0                                          | 0           |
| 10             | Adam Musiał        | 18/12/1948    | 26   | 0     | Wisła Kraków     | 6     | 0    | 1          | 0                                          | 0           |
| Middenveld     |                    |               |      |       |                  |       |      |            |                                            |             |
| 7              | Henryk Wieczorek   | 14/12/1949    | 5    | 0     | Górnik Zabrze    | 0     | 0    | 0          | 0                                          | 0           |
| 11             | Lesław Ćmikiewicz  | 03/05/1947    | 30   | 0     | Legia Warschau   | 6     | 0    | 0          | 0                                          | 0           |
| 12             | Kazimierz Deyna    | 23/10/1947    | 48   | 21    | Legia Warschau   | 7     | 0    | 0          | 0                                          | 0           |
| 13             | Henryk Kasperczak  | 10/07/1946    | 17   | 2     | Stal Mielec      | 7     | 0    | 1          | 0                                          | 0           |
| 14             | Zygmunt Maszczyk   | 03/05/1945    | 14   | 0     | Ruch Chorzów     | 7     | 0    | 0          | 0                                          | 0           |
| Aanval         |                    |               |      |       |                  |       |      |            |                                            |             |
| 15             | Roman Jakóbczak    | 26/02/1946    | 1    | 1     | Lech Poznań      | 0     | 0    | 0          | 0                                          | 0           |
| 16             | Grzegorz Lato      | 08/04/1950    | 11   | 4     | Stal Mielec      | 7     | 7    | 0          | 0                                          | 0           |
| 17             | Andrzej Szarmach   | 03/10/1950    | 7    | 4     | Górnik Zabrze    | 6     | 5    | 1          | 0                                          | 0           |
| 18             | Robert Gadocha     | 10/01/1946    | 46   | 13    | Legia Warschau   | 7     | 0    | 0          | 0                                          | 0           |
| 19             | Jan Domarski       | 28/10/1946    | 14   | 2     | Stal Mielec      | 3     | 0    | 0          | 0                                          | 0           |
| 20             | Zdzisław Kapka     | 07/12/1954    | 4    | 0     | Wisła Kraków     | 1     | 0    | 0          | 0                                          | 0           |
| 21             | Kazimierz Kmiecik  | 19/09/1951    | 11   | 3     | Wisła Kraków     | 2     | 0    | 0          | 0                                          | 0           |
| 22             | Marek Kusto        | 29/04/1954    | 3    | 1     | Wisła Kraków     | 0     | 0    | 0          | 0                                          | 0           |
| Bondscoach     |                    |               |      |       |                  |       |      |            |                                            |             |
| Vlag van Polen | Kazimierz Górski   | 02/03/1921    |      |       |                  |       |      |            |                                            |             |

## Olympische Spelen 1976
- Resultaat:  Zilveren medaille

data corresponderend met situatie voorafgaand aan toernooi
| №              | Naam               | Geboortedatum | Caps | Goals | Club               | Duels | Goal | Kreeg geel | Kreeg voor de tweede keer geel en dus rood | Weggestuurd |
| Doel           | Doel               | Doel          | Doel | Doel  | Doel               | Doel  | Doel | Doel       | Doel                                       | Doel        |
| -------------- | ------------------ | ------------- | ---- | ----- | ------------------ | ----- | ---- | ---------- | ------------------------------------------ | ----------- |
| 1              | Jan Tomaszewski    | 09/01/1948    |      |       | ŁKS Łódź           | 5     | 0    | 0          | 0                                          | 0           |
| 12             | Piotr Mowlik       | 21/04/1951    |      |       | Legia Warschau     | 1     | 0    | 0          | 0                                          | 0           |
| Verdediging    |                    |               |      |       |                    |       |      |            |                                            |             |
| 2              | Antoni Szymanowski | 13/01/1951    |      |       | Wisła Kraków       | 5     | 1    | 0          | 0                                          | 0           |
| 3              | Jerzy Gorgoń       | 18/07/1949    |      |       | Górnik Zabrze      | 4     | 0    | 0          | 0                                          | 0           |
| 4              | Wojciech Rudy      | 24/10/1952    |      |       | Zagłębie Sosnowiec | 1     | 0    | 0          | 0                                          | 0           |
| 5              | Władysław Żmuda    | 06/06/1954    |      |       | Śląsk Wrocław      | 5     | 0    | 1          | 0                                          | 0           |
| 13             | Henryk Wawrowski   | 25/09/1949    |      |       | Pogoń Szczecin     | 5     | 0    | 1          | 0                                          | 0           |
| Middenveld     |                    |               |      |       |                    |       |      |            |                                            |             |
| 6              | Zygmunt Maszczyk   | 03/05/1945    |      |       | Ruch Chorzów       | 5     | 0    | 0          | 0                                          | 0           |
| 8              | Henryk Kasperczak  | 10/07/1946    |      |       | Stal Mielec        | 4     | 0    | 0          | 0                                          | 0           |
| 9              | Kazimierz Deyna    | 23/10/1947    |      |       | Legia Warschau     | 5     | 1    | 0          | 0                                          | 0           |
| 14             | Henryk Wieczorek   | 14/12/1949    |      |       | Górnik Zabrze      | 1     | 0    | 0          | 0                                          | 0           |
| 15             | Lesław Ćmikiewicz  | 25/08/1948    |      |       | Legia Warschau     | 4     | 0    | 0          | 0                                          | 0           |
| 16             | Jan Benigier       | 18/02/1950    |      |       | Ruch Chorzów       | 1     | 0    | 0          | 0                                          | 0           |
| Aanval         |                    |               |      |       |                    |       |      |            |                                            |             |
| 7              | Grzegorz Lato      | 08/04/1950    |      |       | Stal Mielec        | 5     | 3    | 0          | 0                                          | 0           |
| 10             | Andrzej Szarmach   | 10/05/1950    |      |       | Stal Mielec        | 5     | 6    | 1          | 0                                          | 0           |
| 11             | Kazimierz Kmiecik  | 19/09/1951    |      |       | Wisła Kraków       | 4     | 0    | 0          | 0                                          | 0           |
| 17             | Roman Ogaza        | 17/11/1952    |      |       | GKS 71 Tychy       | 1     | 0    | 0          | 0                                          | 0           |
| Bondscoach     |                    |               |      |       |                    |       |      |            |                                            |             |
| Vlag van Polen | Kazimierz Górski   | 02/03/1921    |      |       |                    |       |      |            |                                            |             |

## WK-eindronde 1978
- Resultaat: Tweede ronde

data corresponderend met situatie voorafgaand aan toernooi
| №              | Naam                 | Geboortedatum | Caps | Goals | Club               | Duels | Goal | Kreeg geel | Kreeg voor de tweede keer geel en dus rood | Weggestuurd |
| Doel           | Doel                 | Doel          | Doel | Doel  | Doel               | Doel  | Doel | Doel       | Doel                                       | Doel        |
| -------------- | -------------------- | ------------- | ---- | ----- | ------------------ | ----- | ---- | ---------- | ------------------------------------------ | ----------- |
| 1              | Jan Tomaszewski      | 09/01/1948    | 57   | 0     | ŁKS Łódź           | 4     | 0    | 0          | 0                                          | 0           |
| 21             | Zygmunt Kukla        | 21/01/1948    | 5    | 0     | Stal Mielec        | 2     | 0    | 0          | 0                                          | 0           |
| 22             | Zdzisław Kostrzewa   | 26/10/1955    | 1    | 0     | Zagłębie Sosnowiec | 0     | 0    | 0          | 0                                          | 0           |
| Verdediging    |                      |               |      |       |                    |       |      |            |                                            |             |
| 3              | Henryk Maculewicz    | 24/04/1950    | 14   | 0     | Wisła Kraków       | 6     | 0    | 1          | 0                                          | 0           |
| 4              | Antoni Szymanowski   | 13/01/1951    | 61   | 1     | Wisła Kraków       | 6     | 0    | 0          | 0                                          | 0           |
| 6              | Jerzy Gorgoń         | 18/07/1949    | 50   | 6     | Górnik Zabrze      | 5     | 0    | 1          | 0                                          | 0           |
| 9              | Władysław Żmuda      | 06/06/1954    | 44   | 1     | Śląsk Wrocław      | 6     | 0    | 0          | 0                                          | 0           |
| 10             | Wojciech Rudy        | 24/10/1952    | 14   | 0     | Zagłębie Sosnowiec | 1     | 0    | 0          | 0                                          | 0           |
| 13             | Janusz Kupcewicz     | 09/12/1955    | 2    | 0     | Arka Gdynia        | 0     | 0    | 0          | 0                                          | 0           |
| 14             | Mirosław Justek      | 23/09/1948    | 3    | 0     | Lech Poznań        | 0     | 0    | 0          | 0                                          | 0           |
| 20             | Roman Wójcicki       | 08/01/1958    | 1    | 0     | Odra Opole         | 0     | 0    | 0          | 0                                          | 0           |
| Middenveld     |                      |               |      |       |                    |       |      |            |                                            |             |
| 5              | Adam Nawałka         | 23/10/1957    | 11   | 1     | Wisła Kraków       | 5     | 0    | 0          | 0                                          | 0           |
| 8              | Henryk Kasperczak    | 10/07/1946    | 55   | 6     | Stal Mielec        | 6     | 0    | 0          | 0                                          | 0           |
| 11             | Bohdan Masztaler     | 19/09/1949    | 16   | 2     | ŁKS Łódź           | 4     | 0    | 0          | 0                                          | 0           |
| 12             | Kazimierz Deyna      | 23/10/1947    | 91   | 40    | Legia Warschau     | 6     | 1    | 0          | 0                                          | 0           |
| 15             | Marek Kusto          | 29/04/1954    | 11   | 2     | Legia Warschau     | 0     | 0    | 0          | 0                                          | 0           |
| 18             | Zbigniew Boniek      | 03/03/1956    | 21   | 5     | Legia Warschau     | 6     | 2    | 1          | 0                                          | 0           |
| Aanval         |                      |               |      |       |                    |       |      |            |                                            |             |
| 2              | Włodzimierz Mazur    | 18/04/1954    | 7    | 2     | Zagłębie Sosnowiec | 1     | 0    | 0          | 0                                          | 0           |
| 7              | Andrzej Iwan         | 10/11/1959    | 0    | 0     | Wisła Kraków       | 2     | 0    | 0          | 0                                          | 0           |
| 16             | Grzegorz Lato        | 08/04/1950    | 59   | 34    | Stal Mielec        | 6     | 2    | 0          | 0                                          | 0           |
| 17             | Andrzej Szarmach     | 10/05/1950    | 49   | 28    | Stal Mielec        | 5     | 1    | 0          | 0                                          | 0           |
| 19             | Włodzimierz Lubański | 28/02/1947    | 69   | 47    | KSC Lokeren        | 5     | 0    | 0          | 0                                          | 0           |
| Bondscoach     |                      |               |      |       |                    |       |      |            |                                            |             |
| Vlag van Polen | Jacek Gmoch          | 13/01/1939    |      |       |                    |       |      |            |                                            |             |

## WK-eindronde 1982
- Resultaat: Derde plaats

data corresponderend met situatie voorafgaand aan toernooi
| №              | Naam                 | Geboortedatum | Caps | Goals | Club           | Duels | Goal | Kreeg geel | Kreeg voor de tweede keer geel en dus rood | Weggestuurd |
| Doel           | Doel                 | Doel          | Doel | Doel  | Doel           | Doel  | Doel | Doel       | Doel                                       | Doel        |
| -------------- | -------------------- | ------------- | ---- | ----- | -------------- | ----- | ---- | ---------- | ------------------------------------------ | ----------- |
| 1              | Józef Młynarczyk     | 20/09/1953    | 10   | 0     | Widzew Lódz    | 7     | 0    | 0          | 0                                          | 0           |
| 21             | Jacek Kazimierski    | 17/08/1959    | 4    | 0     | Legia Warschau | 0     | 0    | 0          | 0                                          | 0           |
| 22             | Piotr Mowlik         | 21/04/1951    | 21   | 0     | Lech Poznań    | 0     | 0    | 0          | 0                                          | 0           |
| Verdediging    |                      |               |      |       |                |       |      |            |                                            |             |
| 2              | Marek Dziuba         | 19/12/1955    | 44   | 1     | ŁKS Łódź       | 5     | 0    | 0          | 0                                          | 0           |
| 4              | Tadeusz Dolny        | 07/05/1958    | 4    | 0     | Górnik Zabrze  | 0     | 0    | 0          | 0                                          | 0           |
| 5              | Paweł Janas          | 04/03/1953    | 40   | 1     | Legia Warschau | 7     | 0    | 0          | 0                                          | 0           |
| 7              | Jan Jałocha          | 18/08/1957    | 8    | 0     | Wisła Kraków   | 3     | 0    | 0          | 0                                          | 0           |
| 9              | Władysław Żmuda      | 06/06/1954    | 72   | 1     | Widzew Lódz    | 7     | 0    | 1          | 0                                          | 0           |
| 10             | Stefan Majewski      | 31/10/1956    | 17   | 2     | Legia Warschau | 7     | 1    | 1          | 0                                          | 0           |
| 12             | Roman Wójcicki       | 08/01/1958    | 12   | 0     | Śląsk Wrocław  | 1     | 0    | 1          | 0                                          | 0           |
| Middenveld     |                      |               |      |       |                |       |      |            |                                            |             |
| 3              | Janusz Kupcewicz     | 09/12/1955    | 10   | 1     | Arka Gdynia    | 5     | 1    | 0          | 0                                          | 0           |
| 6              | Piotr Skrobowski     | 16/10/1961    | 14   | 0     | Wisła Kraków   | 0     | 0    | 0          | 0                                          | 0           |
| 8              | Waldemar Matysik     | 27/09/1961    | 10   | 0     | Górnik Zabrze  | 6     | 0    | 0          | 0                                          | 0           |
| 13             | Andrzej Buncol       | 21/09/1959    | 9    | 3     | Legia Warschau | 7     | 1    | 2          | 0                                          | 0           |
| 14             | Andrzej Pałasz       | 22/07/1960    | 14   | 2     | Górnik Zabrze  | 2     | 0    | 1          | 0                                          | 0           |
| 15             | Włodzimierz Ciołek   | 24/03/1956    | 12   | 2     | Stal Mielec    | 4     | 1    | 0          | 0                                          | 0           |
| 18             | Marek Kusto          | 29/04/1954    | 15   | 3     | Legia Warschau | 3     | 0    | 0          | 0                                          | 0           |
| 19             | Andrzej Iwan         | 10/11/1959    | 19   | 10    | Wisła Kraków   | 2     | 0    | 0          | 0                                          | 0           |
| Aanval         |                      |               |      |       |                |       |      |            |                                            |             |
| 11             | Włodzimierz Smolarek | 16/07/1957    | 12   | 5     | Widzew Lódz    | 6     | 1    | 2          | 0                                          | 0           |
| 16             | Grzegorz Lato        | 08/04/1950    | 92   | 44    | KSC Lokeren    | 7     | 1    | 0          | 0                                          | 0           |
| 17             | Andrzej Szarmach     | 03/10/1950    | 59   | 31    | AJ Auxerre     | 2     | 1    | 0          | 0                                          | 0           |
| 20             | Zbigniew Boniek      | 03/03/1956    | 50   | 16    | Widzew Lódz    | 6     | 4    | 2          | 0                                          | 0           |
| Bondscoach     |                      |               |      |       |                |       |      |            |                                            |             |
| Vlag van Polen | Antoni Piechniczek   | 03/05/1942    |      |       |                |       |      |            |                                            |             |

## WK-eindronde 1986
- Resultaat: Tweede ronde

data corresponderend met situatie voorafgaand aan toernooi
| №              | Naam                 | Geboortedatum | Caps | Goals | Club                 | Duels | Goal | Kreeg geel | Kreeg voor de tweede keer geel en dus rood | Weggestuurd |
| Doel           | Doel                 | Doel          | Doel | Doel  | Doel                 | Doel  | Doel | Doel       | Doel                                       | Doel        |
| -------------- | -------------------- | ------------- | ---- | ----- | -------------------- | ----- | ---- | ---------- | ------------------------------------------ | ----------- |
| 1              | Józef Mlynarczyk     | 20/09/1953    | 38   | 0     | FC Porto             | 4     | 0    | 0          | 0                                          | 0           |
| 12             | Jacek Kazimierski    | 17/08/1959    | 16   | 0     | Legia Warschau       | 0     | 0    | 0          | 0                                          | 0           |
| 22             | Józef Wandzik        | 13/08/1963    | 4    | 0     | Górnik Zabrze        | 0     | 0    | 0          | 0                                          | 0           |
| Verdediging    |                      |               |      |       |                      |       |      |            |                                            |             |
| 2              | Kazimierz Przybyś    | 11/07/1960    | 9    | 0     | Widzew Lódz          | 2     | 0    | 0          | 0                                          | 0           |
| 3              | Wladislaw Żmuda      | 06/06/1954    | 90   | 2     | US Cremonese         | 1     | 0    | 0          | 0                                          | 0           |
| 4              | Marek Ostrowski      | 22/11/1959    | 27   | 1     | Pogoń Szczecin       | 4     | 0    | 0          | 0                                          | 0           |
| 5              | Roman Wójcicki       | 08/01/1958    | 49   | 2     | FC Homburg           | 4     | 0    | 1          | 0                                          | 0           |
| 10             | Stefan Majewski      | 31/10/1956    | 36   | 4     | 1. FC Kaiserslautern | 4     | 0    | 0          | 0                                          | 0           |
| 14             | Dariusz Kubicki      | 06/06/1963    | 11   | 0     | Legia Warschau       | 1     | 0    | 0          | 0                                          | 0           |
| 18             | Krzysztof Pawlak     | 12/02/1958    | 22   | 1     | Lech Poznań          | 2     | 0    | 0          | 0                                          | 0           |
| Middenveld     |                      |               |      |       |                      |       |      |            |                                            |             |
| 6              | Waldemar Matysik     | 27/09/1961    | 42   | 0     | Górnik Zabrze        | 3     | 0    | 0          | 0                                          | 0           |
| 7              | Ryszard Tarasiewicz  | 27/04/1962    | 12   | 1     | Śląsk Wrocław        | 1     | 0    | 0          | 0                                          | 0           |
| 9              | Jan Karaś            | 17/03/1959    | 6    | 0     | Legia Warschau       | 3     | 0    | 0          | 0                                          | 0           |
| 13             | Ryszard Komornicki   | 14/08/1959    | 14   | 0     | Górnik Zabrze        | 3     | 0    | 0          | 0                                          | 0           |
| 15             | Andrzej Buncol       | 21/09/1959    | 49   | 6     | FC Homburg           | 2     | 0    | 0          | 0                                          | 0           |
| 20             | Zbigniew Boniek      | 03/03/1956    | 74   | 24    | AS Roma              | 4     | 0    | 1          | 0                                          | 0           |
| 21             | Dariusz Dziekanowski | 30/09/1962    | 33   | 9     | Legia Warschau       | 4     | 0    | 2          | 0                                          | 0           |
| Aanval         |                      |               |      |       |                      |       |      |            |                                            |             |
| 8              | Jan Urban            | 14/05/1962    | 13   | 0     | Górnik Zabrze        | 4     | 0    | 0          | 0                                          | 0           |
| 11             | Włodzimierz Smolarek | 16/07/1957    | 48   | 11    | Eintracht Frankfurt  | 4     | 1    | 1          | 0                                          | 0           |
| 16             | Andrzej Pałasz       | 22/07/1960    | 34   | 7     | Górnik Zabrze        | 0     | 0    | 0          | 0                                          | 0           |
| 17             | Andrzej Zgutczyński  | 01/01/1958    | 4    | 1     | AJ Auxerre           | 1     | 0    | 0          | 0                                          | 0           |
| 22             | Jan Furtok           | 09/03/1962    | 4    | 1     | GKS Katowice         | 1     | 0    | 0          | 0                                          | 0           |
| Bondscoach     |                      |               |      |       |                      |       |      |            |                                            |             |
| Vlag van Polen | Antoni Piechniczek   | 03/05/1942    |      |       |                      |       |      |            |                                            |             |

## Olympische Spelen 1992
- Resultaat:  Zilveren medaille

data corresponderend met situatie voorafgaand aan toernooi
| №              | Naam                | Geboortedatum | Caps | Goals | Club              | Duels | Goal | Kreeg geel | Kreeg voor de tweede keer geel en dus rood | Weggestuurd |
| Doel           | Doel                | Doel          | Doel | Doel  | Doel              | Doel  | Doel | Doel       | Doel                                       | Doel        |
| -------------- | ------------------- | ------------- | ---- | ----- | ----------------- | ----- | ---- | ---------- | ------------------------------------------ | ----------- |
| 1              | Aleksander Kłak     | 24/11/1970    |      |       | Igloopol Dębica   | 6     | 0    | 0          | 0                                          | 0           |
| 12             | Arkadiusz Onyszko   | 12/01/1974    |      |       | Zawisza Bydgoszcz | 0     | 0    | 0          | 0                                          | 0           |
| Verdediging    |                     |               |      |       |                   |       |      |            |                                            |             |
| 2              | Marcin Jałocha      | 17/03/1971    |      |       | Wisła Kraków      | 6     | 1    | 1          | 0                                          | 0           |
| 3              | Tomasz Łapiński     | 01/08/1969    |      |       | Widzew Łódź       | 6     | 0    | 0          | 0                                          | 0           |
| 4              | Marek Koźmiński     | 07/02/1971    |      |       | Hutnik Kraków     | 6     | 1    | 0          | 0                                          | 0           |
| 5              | Tomasz Wałdoch      | 10/05/1971    |      |       | Górnik Zabrze     | 6     | 0    | 2          | 0                                          | 0           |
| 14             | Marek Bajor         | 10/01/1970    |      |       | Widzew Łódź       | 3     | 0    | 0          | 0                                          | 0           |
| Middenveld     |                     |               |      |       |                   |       |      |            |                                            |             |
| 6              | Dariusz Gęsior      | 09/10/1969    |      |       | Ruch Chorzów      | 5     | 0    | 0          | 0                                          | 0           |
| 7              | Piotr Świerczewski  | 08/04/1972    |      |       | GKS Katowice      | 5     | 0    | 1          | 0                                          | 0           |
| 8              | Dariusz Adamczuk    | 21/10/1969    |      |       | Pogoń Szczecin    | 5     | 0    | 2          | 0                                          | 0           |
| 10             | Jerzy Brzęczek      | 18/03/1971    |      |       | Lech Poznań       | 6     | 0    | 0          | 0                                          | 0           |
| 13             | Ryszard Staniek     | 13/03/1971    |      |       | Górnik Zabrze     | 6     | 2    | 0          | 0                                          | 0           |
| 16             | Mirosław Waligóra   | 04/02/1970    |      |       | Hutnik Kraków     | 1     | 0    | 0          | 0                                          | 0           |
| 17             | Dariusz Szubert     | 31/10/1970    |      |       | Pogoń Szczecin    | 0     | 0    | 0          | 0                                          | 0           |
| 18             | Tomasz Wieszczycki  | 21/12/1971    |      |       | ŁKS Łódź          | 0     | 0    | 0          | 0                                          | 0           |
| 19             | Dariusz Koseła      | 12/02/1970    |      |       | Górnik Zabrze     | 0     | 0    | 0          | 0                                          | 0           |
| Aanval         |                     |               |      |       |                   |       |      |            |                                            |             |
| 9              | Grzegorz Mielcarski | 19/03/1971    |      |       | Olimpia Poznań    | 1     | 1    | 0          | 0                                          | 0           |
| 11             | Andrzej Juskowiak   | 03/11/1970    |      |       | Lech Poznań       | 6     | 7    | 1          | 0                                          | 0           |
| 15             | Andrzej Kobylański  | 31/07/1970    |      |       | Siarka Tarnobrzeg | 3     | 0    | 0          | 0                                          | 0           |
| 20             | Wojciech Kowalczyk  | 14/04/1972    |      |       | Legia Warschau    | 6     | 4    | 1          | 0                                          | 0           |
| Bondscoach     |                     |               |      |       |                   |       |      |            |                                            |             |
| Vlag van Polen | Janusz Wójcik       | 18/11/1953    |      |       |                   |       |      |            |                                            |             |

## WK-eindronde 2002
- Resultaat: Groepsfase

data corresponderend met situatie voorafgaand aan toernooi
| №              | Naam               | Geboortedatum | Caps | Goals | Club                 | Duels | Goal | Kreeg geel | Kreeg voor de tweede keer geel en dus rood | Weggestuurd |
| Doel           | Doel               | Doel          | Doel | Doel  | Doel                 | Doel  | Doel | Doel       | Doel                                       | Doel        |
| -------------- | ------------------ | ------------- | ---- | ----- | -------------------- | ----- | ---- | ---------- | ------------------------------------------ | ----------- |
| 1              | Jerzy Dudek        | 23/03/1973    | 21   | 0     | Liverpool FC         | 2     | 0    | 0          | 0                                          | 0           |
| 12             | Radosław Majdan    | 10/05/1972    | 5    | 0     | Göztepe              | 1     | 0    | 1          | 0                                          | 0           |
| 22             | Adam Matysek       | 19/07/1968    | 34   | 0     | RKS Radomsko         | 0     | 0    | 0          | 0                                          | 0           |
| Verdediging    |                    |               |      |       |                      |       |      |            |                                            |             |
| 2              | Tomasz Kłos        | 07/03/1973    | 37   | 1     | 1. FC Kaiserslautern | 2     | 0    | 0          | 0                                          | 0           |
| 3              | Jacek Zieliński    | 10/10/1967    | 52   | 1     | Legia Warschau       | 1     | 0    | 0          | 0                                          | 0           |
| 4              | Michał Żewłakow    | 22/04/1976    | 25   | 1     | Excelsior Moeskroen  | 2     | 0    | 0          | 0                                          | 0           |
| 6              | Tomasz Hajto       | 16/10/1972    | 44   | 6     | FC Schalke 04        | 2     | 0    | 1          | 0                                          | 0           |
| 13             | Arkadiusz Głowacki | 13/03/1979    | 2    | 1     | Wisła Kraków         | 1     | 0    | 0          | 0                                          | 0           |
| 15             | Tomasz Wałdoch     | 10/05/1971    | 71   | 2     | FC Schalke 04        | 3     | 0    | 0          | 0                                          | 0           |
| 20             | Jacek Bąk          | 24/03/1972    | 36   | 1     | RC Lens              | 1     | 0    | 0          | 0                                          | 0           |
| Middenveld     |                    |               |      |       |                      |       |      |            |                                            |             |
| 5              | Tomasz Rząsa       | 11/03/1973    | 9    | 1     | Feyenoord            | 1     | 0    | 0          | 0                                          | 0           |
| 7              | Piotr Świerczewski | 08/04/1972    | 65   | 1     | Olympique Marseille  | 2     | 0    | 2          | 0                                          | 0           |
| 10             | Radosław Kałużny   | 02/02/1974    | 30   | 10    | Energie Cottbus      | 2     | 0    | 0          | 0                                          | 0           |
| 16             | Maciej Murawski    | 20/02/1974    | 4    | 0     | Legia Warschau       | 1     | 0    | 0          | 0                                          | 0           |
| 17             | Arkadiusz Bąk      | 06/10/1974    | 12   | 0     | Widzew Łódź          | 1     | 0    | 1          | 0                                          | 0           |
| 18             | Jacek Krzynówek    | 15/05/1976    | 23   | 1     | 1. FC Nürnberg       | 3     | 0    | 1          | 0                                          | 0           |
| 21             | Marek Koźmiński    | 07/02/1971    | 42   | 1     | AC Ancona            | 3     | 0    | 1          | 0                                          | 0           |
| 23             | Pawel Sibik        | 15/02/1971    | 2    | 0     | Odra Wodzisław       | 1     | 0    | 0          | 0                                          | 0           |
| Aanval         |                    |               |      |       |                      |       |      |            |                                            |             |
| 8              | Cezary Kucharski   | 17/02/1972    | 15   | 3     | Legia Warschau       | 1     | 0    | 1          | 0                                          | 0           |
| 9              | Paweł Kryszałowicz | 23/06/1974    | 23   | 5     | Eintracht Frankfurt  | 3     | 1    | 0          | 0                                          | 0           |
| 11             | Emmanuel Olisadebe | 22/12/1978    | 16   | 10    | Panathinaikos        | 3     | 1    | 1          | 0                                          | 0           |
| 14             | Marcin Żewłakow    | 22/04/1976    | 17   | 4     | Excelsior Moeskroen  | 3     | 1    | 0          | 0                                          | 0           |
| 19             | Maciej Zurawski    | 12/09/1976    | 9    | 3     | Wisła Kraków         | 3     | 0    | 0          | 0                                          | 0           |
| Bondscoach     |                    |               |      |       |                      |       |      |            |                                            |             |
| Vlag van Polen | Paweł Janas        | 04/03/1953    |      |       |                      |       |      |            |                                            |             |

## WK-eindronde 2006
- Resultaat: Groepsfase

data corresponderend met situatie voorafgaand aan toernooi
| №              | Naam                | Geboortedatum | Caps | Goals | Club                 | Duels | Goal | Kreeg geel | Kreeg voor de tweede keer geel en dus rood | Weggestuurd |
| Doel           | Doel                | Doel          | Doel | Doel  | Doel                 | Doel  | Doel | Doel       | Doel                                       | Doel        |
| -------------- | ------------------- | ------------- | ---- | ----- | -------------------- | ----- | ---- | ---------- | ------------------------------------------ | ----------- |
| 1              | Artur Boruc         | 20/02/1980    | 17   | 0     | Celtic FC            | 3     | 0    | 2          | 0                                          | 0           |
| 12             | Tomasz Kuszczak     | 23/03/1982    | 4    | 0     | West Bromwich Albion | 0     | 0    | 0          | 0                                          | 0           |
| 22             | Łukasz Fabiański    | 18/04/1985    | 2    | 0     | Legia Warszawa       | 0     | 0    | 0          | 0                                          | 0           |
| Verdediging    |                     |               |      |       |                      |       |      |            |                                            |             |
| 2              | Mariusz Jop         | 03/08/1978    | 12   | 0     | FK Moskou            | 1     | 0    | 0          | 0                                          | 0           |
| 3              | Seweryn Gancarczyk  | 22/11/1981    | 2    | 0     | Metalist Charkov     | 0     | 0    | 0          | 0                                          | 0           |
| 4              | Marcin Baszczyński  | 07/06/1977    | 32   | 1     | Wisła Kraków         | 3     | 0    | 1          | 0                                          | 0           |
| 6              | Jacek Bąk           | 24/03/1973    | 72   | 2     | Al Rayyan Club       | 3     | 0    | 1          | 0                                          | 0           |
| 14             | Michał Żewłakow     | 22/04/1976    | 56   | 1     | RSC Anderlecht       | 3     | 0    | 1          | 0                                          | 0           |
| 17             | Dariusz Dudka       | 09/12/1983    | 7    | 0     | Wisła Kraków         | 1     | 0    | 0          | 0                                          | 0           |
| 18             | Mariusz Lewandowski | 18/05/1979    | 25   | 1     | Sjachtar Donetsk     | 2     | 0    | 0          | 0                                          | 0           |
| 19             | Bartosz Bosacki     | 20/12/1975    | 11   | 0     | Lech Poznań          | 2     | 2    | 0          | 0                                          | 0           |
| Middenveld     |                     |               |      |       |                      |       |      |            |                                            |             |
| 5              | Kamil Kosowski      | 30/08/1977    | 45   | 4     | Southampton          | 1     | 0    | 0          | 0                                          | 0           |
| 7              | Radosław Sobolewski | 13/12/1976    | 19   | 1     | Wisła Kraków         | 2     | 0    | 0          | 1                                          | 0           |
| 8              | Jacek Krzynówek     | 15/05/1976    | 58   | 9     | Bayer Leverkusen     | 3     | 0    | 1          | 1                                          | 0           |
| 10             | Mirosław Szymkowiak | 12/11/1976    | 29   | 3     | Trabzonspor          | 2     | 0    | 0          | 0                                          | 0           |
| 13             | Sebastian Mila      | 10/07/1982    | 28   | 6     | Austria Wien         | 0     | 0    | 0          | 0                                          | 0           |
| 15             | Ebi Smolarek        | 09/01/1981    | 13   | 4     | Borussia Dortmund    | 3     | 0    | 1          | 0                                          | 0           |
| 16             | Arkadiusz Radomski  | 27/06/1977    | 20   | 0     | Austria Wien         | 3     | 0    | 1          | 0                                          | 0           |
| 20             | Piotr Giza          | 28/02/1980    | 4    | 0     | Cracovia Kraków      | 0     | 0    | 0          | 0                                          | 0           |
| Aanval         |                     |               |      |       |                      |       |      |            |                                            |             |
| 9              | Maciej Żurawski     | 12/09/1976    | 50   | 15    | Celtic FC            | 3     | 0    | 0          | 0                                          | 0           |
| 11             | Grzegorz Rasiak     | 12/01/1979    | 30   | 8     | Southampton FC       | 1     | 0    | 2          | 0                                          | 0           |
| 21             | Ireneusz Jeleń      | 09/04/1981    | 9    | 2     | Wisła Płock          | 3     | 0    | 0          | 0                                          | 0           |
| 23             | Paweł Brożek        | 21/04/1983    | 4    | 1     | Wisła Kraków         | 3     | 0    | 0          | 0                                          | 0           |
| Bondscoach     |                     |               |      |       |                      |       |      |            |                                            |             |
| Vlag van Polen | Paweł Janas         | 04/03/1953    |      |       |                      |       |      |            |                                            |             |

## EK-eindronde 2008
- Resultaat: Groepsfase

data corresponderend met situatie voorafgaand aan toernooi
| №                  | Naam                 | Geboortedatum | Caps | Goals | Club                | Duels | Goal | Kreeg geel | Kreeg voor de tweede keer geel en dus rood | Weggestuurd |
| Doel               | Doel                 | Doel          | Doel | Doel  | Doel                | Doel  | Doel | Doel       | Doel                                       | Doel        |
| ------------------ | -------------------- | ------------- | ---- | ----- | ------------------- | ----- | ---- | ---------- | ------------------------------------------ | ----------- |
| 1                  | Artur Boruc          | 20/02/1980    | 34   | 0     | Celtic FC           | 3     | 0    | 0          | 0                                          | 0           |
| 12                 | Wojciech Kowalewski  | 11/05/1977    | 10   | 0     | Korona Kielce       | 0     | 0    | 0          | 0                                          | 0           |
| 22                 | Łukasz Fabiański     | 18/04/1985    | 8    | 0     | Arsenal             | 0     | 0    | 0          | 0                                          | 0           |
| Verdediging        |                      |               |      |       |                     |       |      |            |                                            |             |
| 2                  | Mariusz Jop          | 03/08/1978    | 24   | 0     | FK Moskou           | 1     | 0    | 0          | 0                                          | 0           |
| 3                  | Jakub Wawrzyniak     | 07/07/1983    | 11   | 0     | Legia Warschau      | 1     | 0    | 0          | 0                                          | 0           |
| 4                  | Paweł Golański       | 12/10/1982    | 10   | 1     | FC Steaua Boekarest | 2     | 0    | 0          | 0                                          | 0           |
| 6                  | Jacek Bąk            | 24/03/1973    | 94   | 3     | FK Austria Wien     | 2     | 0    | 1          | 0                                          | 0           |
| 13                 | Marcin Wasilewski    | 09/06/1980    | 27   | 1     | RSC Anderlecht      | 3     | 0    | 1          | 0                                          | 0           |
| 14                 | Michał Żewłakow      | 22/04/1976    | 76   | 2     | Olympiakos Piraeus  | 3     | 0    | 0          | 0                                          | 0           |
| 23                 | Adam Kokoszka        | 06/10/1986    | 7    | 2     | Wisła Kraków        | 1     | 0    | 0          | 0                                          | 0           |
| Middenveld         |                      |               |      |       |                     |       |      |            |                                            |             |
| 5                  | Dariusz Dudka        | 09/12/1983    | 26   | 2     | Wisła Kraków        | 3     | 0    | 0          | 0                                          | 0           |
| 8                  | Jacek Krzynówek      | 15/05/1976    | 79   | 15    | VfL Wolfsburg       | 3     | 0    | 1          | 0                                          | 0           |
| 10                 | Łukasz Garguła       | 25/02/1981    | 12   | 1     | GKS Bełchatów       | 0     | 0    | 0          | 0                                          | 0           |
| 15                 | Michał Pazdan        | 21/09/1987    | 5    | 0     | Górnik Zabrze       | 0     | 0    | 0          | 0                                          | 0           |
| 18                 | Mariusz Lewandowski  | 18/05/1979    | 47   | 3     | Sjachtar Donetsk    | 3     | 0    | 2          | 0                                          | 0           |
| 19                 | Rafał Murawski       | 09/10/1981    | 9    | 1     | Lech Poznań         | 2     | 0    | 0          | 0                                          | 0           |
| 20                 | Roger Guerreiro      | 25/05/1982    | 2    | 0     | Legia Warschau      | 3     | 1    | 0          | 0                                          | 0           |
| Aanval             |                      |               |      |       |                     |       |      |            |                                            |             |
| 7                  | Euzebiusz Smolarek   | 09/01/1981    | 31   | 13    | Racing Santander    | 3     | 0    | 1          | 0                                          | 0           |
| 9                  | Maciej Żurawski      | 12/09/1976    | 71   | 17    | AE Larissa          | 1     | 0    | 0          | 0                                          | 0           |
| 11                 | Marek Saganowski     | 31/10/1978    | 23   | 3     | Southampton         | 3     | 0    | 0          | 0                                          | 0           |
| 16                 | Łukasz Piszczek      | 03/06/1985    | 3    | 0     | Hertha BSC          | 1     | 0    | 0          | 0                                          | 0           |
| 17                 | Wojciech Łobodziński | 20/10/1982    | 16   | 2     | Wisła Kraków        | 3     | 0    | 0          | 0                                          | 0           |
| 21                 | Tomasz Zahorski      | 22/11/1984    | 9    | 1     | Górnik Zabrze       | 1     | 0    | 1          | 0                                          | 0           |
| Bondscoach         |                      |               |      |       |                     |       |      |            |                                            |             |
| Vlag van Nederland | Leo Beenhakker       | 02/08/1942    |      |       |                     |       |      |            |                                            |             |

## EK-eindronde 2012
- Resultaat: Groepsfase

data corresponderend met situatie voorafgaand aan toernooi
| №              | Naam                  | Geboortedatum | Caps | Goals | Club                  | Duels | Goal | Kreeg geel | Kreeg voor de tweede keer geel en dus rood | Weggestuurd |
| Doel           | Doel                  | Doel          | Doel | Doel  | Doel                  | Doel  | Doel | Doel       | Doel                                       | Doel        |
| -------------- | --------------------- | ------------- | ---- | ----- | --------------------- | ----- | ---- | ---------- | ------------------------------------------ | ----------- |
| 1              | Wojciech Szczęsny     | 18/04/1990    | 11   | 0     | Arsenal               | 1     | 0    | 0          | 0                                          | 1           |
| 12             | Grzegorz Sandomierski | 05/09/1989    | 3    | 0     | Jagiellonia Białystok | 0     | 0    | 0          | 0                                          | 0           |
| 22             | Przemysław Tytoń      | 04/01/1987    | 8    | 0     | PSV Eindhoven         | 3     | 0    | 0          | 0                                          | 0           |
| Verdediging    |                       |               |      |       |                       |       |      |            |                                            |             |
| 2              | Sebastian Boenisch    | 01/02/1987    | 9    | 0     | Werder Bremen         | 3     | 0    | 0          | 0                                          | 0           |
| 3              | Grzegorz Wojtkowiak   | 26/01/1984    | 19   | 0     | Lech Poznań           | 0     | 0    | 0          | 0                                          | 0           |
| 4              | Marcin Kamiński       | 15/01/1992    | 3    | 0     | Lech Poznań           | 0     | 0    | 0          | 0                                          | 0           |
| 13             | Marcin Wasilewski     | 09/06/1980    | 51   | 2     | RSC Anderlecht        | 3     | 0    | 1          | 0                                          | 0           |
| 14             | Jakub Wawrzyniak      | 07/07/1983    | 26   | 0     | Legia Warschau        | 0     | 0    | 0          | 0                                          | 0           |
| 15             | Damien Perquis        | 10/04/1984    | 10   | 1     | FC Sochaux            | 3     | 0    | 1          | 0                                          | 0           |
| Middenveld     |                       |               |      |       |                       |       |      |            |                                            |             |
| 5              | Dariusz Dudka         | 09/12/1983    | 65   | 2     | AJ Auxerre            | 2     | 0    | 0          | 0                                          | 0           |
| 6              | Adam Matuszczyk       | 14/02/1989    | 20   | 1     | Fortuna Düsseldorf    | 2     | 0    | 0          | 0                                          | 0           |
| 7              | Eugen Polanski        | 17/03/1986    | 11   | 0     | 1. FSV Mainz 05       | 1     | 0    | 0          | 0                                          | 0           |
| 8              | Maciej Rybus          | 19/08/1989    | 22   | 1     | Terek Grozny          | 1     | 0    | 0          | 0                                          | 0           |
| 10             | Ludovic Obraniak      | 10/11/1984    | 26   | 5     | Girondins Bordeaux    | 3     | 0    | 0          | 0                                          | 0           |
| 11             | Rafał Murawski        | 09/10/1981    | 46   | 1     | Lech Poznań           | 3     | 0    | 1          | 0                                          | 0           |
| 16             | Jakub Błaszczykowski  | 14/12/1985    | 54   | 10    | Borussia Dortmund     | 3     | 1    | 1          | 0                                          | 0           |
| 18             | Adrian Mierzejewski   | 06/11/1986    | 25   | 1     | Trabzonspor           | 2     | 0    | 0          | 0                                          | 0           |
| 19             | Rafał Wolski          | 10/11/1992    | 3    | 0     | Legia Warschau        | 0     | 0    | 0          | 0                                          | 0           |
| 20             | Łukasz Piszczek       | 03/06/1985    | 27   | 0     | Borussia Dortmund     | 3     | 0    | 0          | 0                                          | 0           |
| Aanval         |                       |               |      |       |                       |       |      |            |                                            |             |
| 9              | Robert Lewandowski    | 21/08/1988    | 45   | 15    | Borussia Dortmund     | 3     | 1    | 1          | 0                                          | 0           |
| 17             | Artur Sobiech         | 12/06/1990    | 5    | 1     | Hannover 96           | 0     | 0    | 0          | 0                                          | 0           |
| 21             | Kamil Grosicki        | 08/06/1988    | 14   | 0     | Sivasspor             | 1     | 0    | 0          | 0                                          | 0           |
| 23             | Paweł Brożek          | 21/04/1983    | 36   | 8     | Celtic                | 2     | 0    | 0          | 0                                          | 0           |
| Bondscoach     |                       |               |      |       |                       |       |      |            |                                            |             |
| Vlag van Polen | Franciszek Smuda      | 22/06/1948    |      |       |                       |       |      |            |                                            |             |

## EK-eindronde 2016
- Resultaat: Kwartfinale

data corresponderend met situatie voorafgaand aan toernooi
| №              | Naam                 | Geboortedatum | Caps | Goals | Club              | Duels | Goal | Kreeg geel | Kreeg voor de tweede keer geel en dus rood | Weggestuurd |
| Doel           | Doel                 | Doel          | Doel | Doel  | Doel              | Doel  | Doel | Doel       | Doel                                       | Doel        |
| -------------- | -------------------- | ------------- | ---- | ----- | ----------------- | ----- | ---- | ---------- | ------------------------------------------ | ----------- |
| 1              | Wojciech Szczęsny    | 18/04/1990    | 26   | 0     | AS Roma           | 1     | 0    | 0          | 0                                          | 0           |
| 12             | Artur Boruc          | 20/02/1980    | 63   | 0     | AFC Bournemouth   | 0     | 0    | 0          | 0                                          | 0           |
| 22             | Łukasz Fabiański     | 18/04/1985    | 30   | 0     | Swansea City      | 4     | 0    | 0          | 0                                          | 0           |
| Verdediging    |                      |               |      |       |                   |       |      |            |                                            |             |
| 2              | Michał Pazdan        | 21/09/1987    | 17   | 0     | Legia Warschau    | 5     | 0    | 1          | 0                                          | 0           |
| 3              | Artur Jędrzejczyk    | 04/11/1987    | 19   | 3     | Legia Warschau    | 5     | 0    | 2          | 0                                          | 0           |
| 4              | Thiago Cionek        | 21/04/1986    | 6    | 0     | US Palermo        | 1     | 0    | 0          | 0                                          | 0           |
| 14             | Jakub Wawrzyniak     | 07/07/1983    | 49   | 1     | Lechia Gdańsk     | 0     | 0    | 0          | 0                                          | 0           |
| 15             | Kamil Glik           | 03/02/1988    | 41   | 3     | Torino            | 5     | 0    | 1          | 0                                          | 0           |
| 18             | Bartosz Salamon      | 01/05/1991    | 8    | 0     | Cagliari          | 0     | 0    | 0          | 0                                          | 0           |
| 20             | Łukasz Piszczek      | 03/06/1985    | 46   | 2     | Borussia Dortmund | 4     | 0    | 1          | 0                                          | 0           |
| Middenveld     |                      |               |      |       |                   |       |      |            |                                            |             |
| 5              | Krzysztof Mączyński  | 23/05/1987    | 16   | 1     | Wisła Kraków      | 4     | 0    | 1          | 0                                          | 0           |
| 6              | Tomasz Jodłowiec     | 08/09/1985    | 44   | 1     | Legia Warschau    | 5     | 0    | 0          | 0                                          | 0           |
| 8              | Karol Linetty        | 02/02/1995    | 10   | 1     | Lech Poznań       | 0     | 0    | 0          | 0                                          | 0           |
| 10             | Grzegorz Krychowiak  | 29/01/1990    | 34   | 2     | Sevilla           | 5     | 0    | 0          | 0                                          | 0           |
| 11             | Kamil Grosicki       | 08/06/1988    | 39   | 8     | Stade Rennes      | 5     | 0    | 1          | 0                                          | 0           |
| 16             | Jakub Błaszczykowski | 14/12/1985    | 79   | 16    | ACF Fiorentina    | 5     | 2    | 0          | 0                                          | 0           |
| 17             | Sławomir Peszko      | 19/02/1985    | 37   | 2     | Lechia Gdańsk     | 3     | 0    | 1          | 0                                          | 0           |
| 19             | Piotr Zieliński      | 20/05/1994    | 15   | 3     | Empoli            | 1     | 0    | 0          | 0                                          | 0           |
| 21             | Bartosz Kapustka     | 23/12/1996    | 7    | 2     | Cracovia Kraków   | 4     | 0    | 3          | 0                                          | 0           |
| 23             | Filip Starzyński     | 27/05/1991    | 3    | 1     | Zagłębie Lubin    | 1     | 0    | 0          | 0                                          | 0           |
| Aanval         |                      |               |      |       |                   |       |      |            |                                            |             |
| 7              | Arkadiusz Milik      | 28/02/1994    | 26   | 10    | AFC Ajax          | 5     | 1    | 0          | 0                                          | 0           |
| 9              | Robert Lewandowski   | 21/08/1988    | 76   | 34    | Bayern München    | 5     | 1    | 0          | 0                                          | 0           |
| 13             | Mariusz Stępiński    | 12/05/1995    | 3    | 0     | Ruch Chorzów      | 0     | 0    | 0          | 0                                          | 0           |
| Bondscoach     |                      |               |      |       |                   |       |      |            |                                            |             |
| Vlag van Polen | Adam Nawałka         | 23/10/1957    |      |       |                   |       |      |            |                                            |             |

## WK-eindronde 2018
- Resultaat: Groepsfase

data corresponderend met situatie voorafgaand aan toernooi
| №              | Naam                 | Geboortedatum | Caps | Goals | Club                 | Duels | Goal | Kreeg geel | Kreeg voor de tweede keer geel en dus rood | Weggestuurd |
| Doel           | Doel                 | Doel          | Doel | Doel  | Doel                 | Doel  | Doel | Doel       | Doel                                       | Doel        |
| -------------- | -------------------- | ------------- | ---- | ----- | -------------------- | ----- | ---- | ---------- | ------------------------------------------ | ----------- |
| 1              | Wojciech Szczęsny    | 18/04/1990    | 35   | 0     | Juventus             | 2     | 0    | 0          | 0                                          | 0           |
| 12             | Bartosz Białkowski   | 06/07/1987    | 1    | 0     | Ipswich Town         | 0     | 0    | 0          | 0                                          | 0           |
| 22             | Łukasz Fabiański     | 18/04/1985    | 45   | 0     | Swansea City         | 1     | 0    | 0          | 0                                          | 0           |
| Verdediging    |                      |               |      |       |                      |       |      |            |                                            |             |
| 2              | Michał Pazdan        | 21/09/1987    | 33   | 0     | Legia Warschau       | 2     | 0    | 0          | 0                                          | 0           |
| 3              | Artur Jędrzejczyk    | 04/11/1987    | 36   | 3     | Legia Warschau       | 1     | 0    | 0          | 0                                          | 0           |
| 4              | Thiago Cionek        | 21/04/1986    | 19   | 0     | SPAL 2013            | 1     | 0    | 0          | 0                                          | 0           |
| 5              | Jan Bednarek         | 12/04/1996    | 3    | 0     | Southampton          | 3     | 1    | 1          | 0                                          | 0           |
| 15             | Kamil Glik           | 03/02/1988    | 57   | 4     | AS Monaco            | 2     | 0    | 0          | 0                                          | 0           |
| 18             | Bartosz Bereszyński  | 12/07/1992    | 8    | 0     | Sampdoria            | 3     | 0    | 0          | 0                                          | 0           |
| 20             | Łukasz Piszczek      | 03/06/1985    | 63   | 3     | Borussia Dortmund    | 2     | 0    | 0          | 0                                          | 0           |
| Middenveld     |                      |               |      |       |                      |       |      |            |                                            |             |
| 6              | Jacek Góralski       | 21/09/1992    | 5    | 0     | PFK Ludogorets       | 2     | 0    | 1          | 0                                          | 0           |
| 8              | Karol Linetty        | 02/02/1995    | 20   | 1     | Sampdoria            | 0     | 0    | 0          | 0                                          | 0           |
| 10             | Grzegorz Krychowiak  | 29/01/1990    | 51   | 2     | West Bromwich Albion | 3     | 1    | 1          | 0                                          | 0           |
| 13             | Maciej Rybus         | 19/08/1989    | 51   | 2     | Lokomotiv Moskou     | 2     | 0    | 0          | 0                                          | 0           |
| 16             | Jakub Błaszczykowski | 14/12/1985    | 99   | 20    | VfL Wolfsburg        | 1     | 0    | 0          | 0                                          | 0           |
| 17             | Sławomir Peszko      | 19/02/1985    | 43   | 2     | Lechia Gdańsk        | 1     | 0    | 0          | 0                                          | 0           |
| 19             | Piotr Zieliński      | 20/05/1994    | 33   | 5     | SSC Napoli           | 3     | 0    | 0          | 0                                          | 0           |
| Aanval         |                      |               |      |       |                      |       |      |            |                                            |             |
| 7              | Arkadiusz Milik      | 28/02/1994    | 40   | 12    | SSC Napoli           | 1     | 0    | 0          | 0                                          | 0           |
| 9              | Robert Lewandowski   | 21/08/1988    | 95   | 55    | Bayern München       | 3     | 0    | 0          | 0                                          | 0           |
| 11             | Kamil Grosicki       | 08/06/1988    | 57   | 12    | Hull City            | 3     | 0    | 0          | 0                                          | 0           |
| 14             | Łukasz Teodorczyk    | 03/06/1991    | 17   | 4     | RSC Anderlecht       | 2     | 0    | 0          | 0                                          | 0           |
| 21             | Rafał Kurzawa        | 29/01/1993    | 3    | 0     | Górnik Zabrze        | 1     | 0    | 0          | 0                                          | 0           |
| 23             | Dawid Kownacki       | 14/03/1997    | 2    | 1     | Sampdoria            | 2     | 0    | 0          | 0                                          | 0           |
| Bondscoach     |                      |               |      |       |                      |       |      |            |                                            |             |
| Vlag van Polen | Adam Nawałka         | 23/10/1957    |      |       |                      |       |      |            |                                            |             |

Poolse voetbalbond · A-internationals · Selecties · Statistieken · Pools vrouwenelftal · Olympisch elftal · Polen U21 · Polen U20 · Polen U19 · Polen U18 · Polen U17 · Polen U16
1921 – 1929 ·
1930 – 1939 ·
1940 – 1949 ·
1950 – 1959 ·
1960 – 1969 ·
1970 – 1979 ·
1980 – 1989 ·
1990 – 1999 ·
2000 – 2009 ·
2010 – 2019 ·
2020 – 2029
EK 2008 · 
EK 2012 · 
EK 2016 · 
EK 2020
WK 1938 ·
WK 1974 ·
WK 1978 ·
WK 1982 ·
WK 1986 ·
WK 2002 ·
WK 2006 ·
WK 2018
OS 1924 ·
OS 1936 ·
OS 1972 ·
OS 1976 ·
OS 1992
1921 · 
1922 · 
1923 · 
1924 · 
1925 · 
1926 · 
1927 · 
1928 · 
1929 · 
1930 · 
1931 · 
1932 · 
1933 · 
1934 · 
1935 · 
1936 · 
1937 · 
1938 · 
1939 · 
1940–1946 · 
1947 · 
1948 · 
1949 · 
1950 · 
1951 · 
1952 · 
1953 · 
1954 · 
1955 · 
1956 · 
1957 · 
1958 · 
1959 · 
1960 · 
1961 · 
1962 · 
1963 · 
1964 · 
1965 · 
1966 · 
1967 · 
1968 · 
1969 · 
1970 · 
1971 · 
1972 · 
1973 · 
1974 · 
1975 · 
1976 · 
1977 · 
1978 · 
1979 · 
1980 · 
1981 · 
1982 · 
1983 · 
1984 · 
1985 · 
1986 · 
1987 · 
1988 · 
1989 · 
1990 · 
1991 · 
1992 · 
1993 · 
1994 · 
1995 · 
1996 · 
1997 · 
1998 · 
1999 · 
2000 · 
2001 · 
2002 · 
2003 · 
2004 · 
2005 · 
2006 · 
2007 · 
2008 · 
2009 · 
2010 · 
2011 · 
2012 · 
2013 · 
2014 ·
2015 ·
2016 ·
2017 ·
2018 ·
2019 ·
2020 ·
2021
Albanië ·
Algerije ·
Andorra ·
Argentinië ·
Armenië ·
Australië ·
Azerbeidzjan ·
België ·
Bolivia ·
Bosnië en Herzegovina ·
Brazilië ·
Bulgarije ·
Canada ·
Chili ·
China ·
Colombia ·
Costa Rica ·
Cyprus ·
DDR ·
Denemarken ·
Duitsland ·
Ecuador ·
Egypte ·
Engeland ·
Estland ·
Faeröer · 
Finland ·
Frankrijk ·
Georgië ·
Gibraltar ·
Griekenland ·
Guatemala ·
Haïti ·
Hongarije ·
Ierland ·
India ·
Irak ·
Iran ·
Israël ·
Italië ·
Ivoorkust ·
IJsland ·
Japan ·
Joegoslavië ·
Kameroen ·
Kazachstan ·
Koeweit ·
Kroatië ·
Letland ·
Libië ·
Liechtenstein ·
Litouwen ·
Luxemburg ·
Marokko ·
Malta ·
Mexico ·
Moldavië ·
Montenegro ·
Nederland ·
Nieuw-Zeeland ·
Nigeria ·
Noord-Ierland ·
Noord-Korea ·
Noord-Macedonië ·
Noorwegen ·
Oekraïne ·
Oostenrijk ·
Peru ·
Portugal ·
Roemenië ·
Rusland ·
San Marino ·
Saoedi-Arabië · 
Schotland ·
Senegal ·
Servië ·
Servië en Montenegro · 
Singapore ·
Slovenië ·
Slowakije ·
Sovjet-Unie ·
Spanje ·
Thailand · 
Tsjechië ·
Tsjecho-Slowakije ·
Tunesië ·
Turkije ·
Uruguay ·
Verenigde Arabische Emiraten ·
Verenigde Staten ·
Wales ·
Wit-Rusland ·
Zuid-Afrika ·
Zuid-Korea ·
Zweden ·
Zwitserland
België (1982) ·
Colombia (2018) ·
Costa Rica (2006) ·
Duitsland (2006) ·
Duitsland (2008) ·
Duitsland (2016) ·
Ecuador (2006) ·
Frankrijk (1982) ·
Frankrijk (2022) ·
Griekenland (2012) ·
Italië (1982, 1) ·
Italië (1982, 2) ·
Japan (2018) ·
Kameroen (1982) ·
Kroatië (2008) ·
Noord-Ierland (2016) ·
Oostenrijk (2008) ·
Peru (1982) ·
Rusland (2012) ·
Senegal (2018) ·
Slowakije (2021) ·
Sovjet-Unie (1982) ·
Spanje (2021) ·
Tsjechië (2012) ·
Zweden (2021)